# Pseudocalotes sumatrana
Pseudocalotes sumatrana är en ödleart som beskrevs av  Ambrosius Arnold Willem Hubrecht 1879. Pseudocalotes sumatrana ingår i släktet Pseudocalotes och familjen agamer. IUCN kategoriserar arten globalt som otillräckligt studerad. Inga underarter finns listade i Catalogue of Life.